# Стуре Сторк
Стуре Сторк (швед. Sture Stork, 25 липня 1930 — 27 березня 2002) — шведський яхтсмен.
Олімпійський чемпіон 1956 року в класі 5,5 метра, срібний призер 1964 року в класі 5,5 метра.